# Pristimantis diadematus
Pristimantis diadematus es una especie de anfibio anuro de la familia Craugastoridae.

## Distribución
Habita hasta los 1000 m de altitud en la cuenca superior de la Amazonía:
- en el este de Ecuador;
- en el este de Perú

Su presencia es incierta en Colombia y Brasil.

## Publicación original
- Jiménez de la Espada, 1875 : Vertebrados del viaje al Pacífico : verificado de 1862 a 1865 por una comisión de naturalistas enviada por el Gobierno Español: batracios, p. 1-208[5]